# Craig Thompson

Craig Thompson   (Traverse City, 21 de setembre de 1975) Craig Matthew Thompson és un novel·lista gràfic, principalment conegut per les seves obres Good-bye, Chunky Rice (1999), Blankets (2003), Carnet de Voyage (2004) i Habibi (2011). Thompson ha rebut quatre premis Harvey, tres premis Eisner i dos premis Ignatz. El 2007, el seu disseny de coberta a l'àlbum Friend and Foe va rebre una nominació als premis Grammy al millor conjunt enregistrat.

## Biografia

### Primers anys
Craig Thompson va néixer a Traverse City, Michigan, el 1975. Ell, el seu germà Phil i la seva germana van créixer a Marathon, un poblet rural de Wisconsin, en el si d'una família fonamentalista cristiana. El seu pare era lampista, mentre que la seva mare alternava tasques de mestressa de casa i assistent d'infermera de persones discapacitades. Mitjans de comunicació com pel·lícules i espectacles de televisions eren posats o censurats pels pares, mentre que l'única música permesa era la música cristiana. L'únic accés de Thompson a les arts eren els Sunday funnies i els còmics, que aleshores eren considerats només aptes pels nens, fet que provoca que Thompson ho atribueixi a la seva afinitat primerenca per aquest mitjà. Thompson i el seu germà estaven particularment enamorats dels còmics independents en blanc i negre dels '80, com ara Teenage Mutant Ninja Turtles, així com els fes-ho tu mateix ètics que van encarnar.
A l'institut Thompson va entretenir-se somniant amb convertir-se en un artista de províncies o en autor de pel·lícules animades. Va assistir a la Universitat de Wisconsin - Centre de Marathon, durant tres semestres, en els quals va començar a escriure una tira de còmic pel diari universitari i "només caure enamorat dels còmics, de cop. M'omplia totes les meves necessitats -- era capaç de dibuixar dibuixos animats, per explicar una història; però també vaig tenir control total, i no vaig ser només un engranatge dins alguna màquina en algun lloc." Després de passar un semestre a l'Institut d'Arts i Disseny de Milwaukee, Thompson va deixar el seu poble natal el 1997 per establir-se a Portland, Oregon.

### Carrera artística
Thompson va treballar breument a Dark Horse Comics, on va dibuixar anuncis, logotips i embalatges de joguines per l'empresa, mentre seguia treballant en projectes personals de nit. Després de desenvolupar una tendinitis, Thompson va deixar Dark Horse, dedicant tot el seu temps a treballar en les seves pròpies obres.
El seu debut en les novel·les gràfiques es va produir amb l'obra semi-autobiogràfica Good-bye, Chunky Rice (1999), el qual va estar inspirat en el seu trasllat a Portland i en "material de dibuixos animats simpàtics" que havien amenitzat la seva infantesa, com ara les obres de Jim Henson, Dr. Seuss i Tim Burton. Gràcies a Chunky Rice, Thompson va guanyar el premi Harvey de 2000 al millor nou talent, a més de ser nominat als premis Ignatz a l'artista més excepcional. Thompson va seguir amb Chunky Rice en els mini-còmics Bible Doodles (2000) i Doot Doot Garden (2001).
A finals de 1999, Thompson va començar a treballar en una obra de 600 pàgines, una novel·la gràfica autobiogràfica que va anomenar Blankets, la qual fou publicada tres anys i mig després, a finals del 2013, i que va ser molt aclamada per la crítica. La revista Time va esmentar-la com la millor novel·la gràfica de 2003; a més, Tgompson va aconseguir guanyar dos premis Eisner el 2004: un al millor àlbum gràfic, un altre al millor nou escriptor; tres premis Harvey, al millor artista, al millor dibuixant, i al millor àlbum gràfic d'obra original, i dos premis Ignatz, a la novel·la gràfica o col·lecció més excepcional i a l'artista més excepcional.
Thompson ha dit que creu que Blankets va ser un èxit perquè "reaccionava contra totes les típies obres reconegudes del gènere d'acció explosiva [dels còmics alternatius, i] tampoc volia realitzar quelcom cínic i nihilista, elements estàndard en molts còmics alternatius." Gràcies a Blankets, l'autor va aconseguir arribar aviat al capdamunt de les llistes dels principals dibuixants americans tant en popularitat com en estima de la crítica. L'artista guanyador d'un premi Pulitzer Art Spiegelman li va enviar una carta d'elogi per Blankets, i, en un simulat atac de gelosia, Eddie Campbell va expressar el seu desig de trencar els dits de Thompson. Tot i aquests elogis, el llibre, que era la manera en què Thompson havia decidit explicar als seus pares el seu sentiment de sortida del cristianisme, va provocar una gran tensió entre ell i els seus pares durant dos anys, comptats des del moment en què van llegir l'obra.
Després de Blankets, Thompson va continuar, el 2004, amb la història de viatges Carnet de Voyage, el qual va rebre les nominacions a l'Ignatz a la novel·la gràfica més excepcional i a l'artista excepcional. També va participar en diverses obres breus de Nickelodeon Magazine, com ara "Craigory Thompson."
El 2007, Thompson va crear els dibuixos de l'àlbum de la banda d'indie rock Menomena, Friend and Foe, el qual va ser publicat el 23 de gener per Barsuk Records. El disseny de Thompson va rebre una nominació als premis Grammy al millor conjunt enregistrat, fet que provocà que Thompson exclamés "el vull aconseguir! Considero que seria molt divertit un autor de dibuixos animats amb un Grammy... Com a mínim ajudarà a atreure els focus a la banda."
A finals de 2004, Thompson va començar a treballar en l'obra Habibi, una novel·la gràfica publicada per Pantheon Books, el setembre de 2011. El llibre està influït per la cal·ligrafia aràbiga i la mitologia islàmica: "estic jugant amb l'islam de la mateixa manera que jugava amb el cristianisme a Blankets", digué en una entrevista el 2005. El llibre va ser elogiat per les revistes Times, Elle, Time, Financers, Salon, The Independent, NPR, The Millions, Graphic Novel Reporter, i The Harvard Crimson. D'altres crítics, com ara Michael Faber, del The Guardian, i una taula rodona formada per sis persones, que van discutir en un debat conduït per Charles Hatfield del The Comics Journal, tot i esmentar la gran qualitat estètica de l'obra de Thompson i el seu ús de motius orientals, els paral·lelismes narratius i els arguments principals i secundaris, van criticar la llargada del llibre, així com el nivell de cruelat sexual que patien els personatges principals.

## Estil i influències

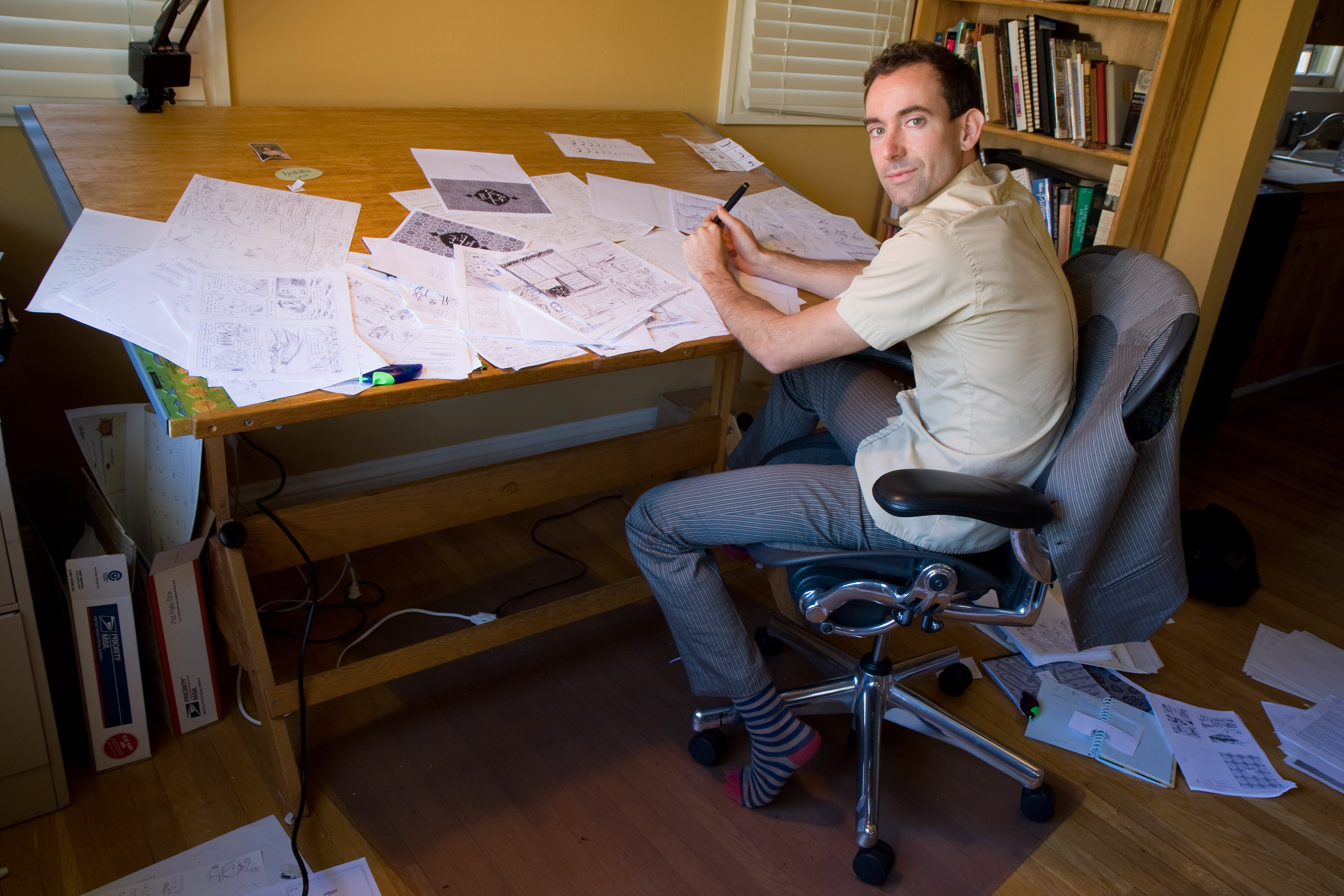
Thompson a la seva taula de dibuix el 2009

Thompson ha reconegut la influència d'artistes gràfics com Taro Yashima, Daniel Clowes, Chris Ware o Joe Sacco. Thompson també ha dit que, en el seu procés de composició, les pàgines primer estan compostes d'una "forma illegible, en una taquigrafia on les paraules i les fotografies semblen gargots estrangers...Treballo amb les paraules i les imatges adequades des del principi, però el conjunt podria no diferenciar-se d'una carta, perquè són només un grapat de gargots en una pàgina." Llavors reescriu aquells croquis en "un detallat esquema amb lletra clara, de manera que puc tornar i editar." Fins i tot en les seves feines llargues, Thompson redacta el llibre sencer en bolígraf abans de començar l'acabat final amb tinta.

## Vida personal
Thompson ha explicat que ja no és cristià, estat que s'ha anat desenvolupant des dels seus anys d'institut, on va començar a desencantar-se de l'església i del dogma, tot i que encara creu en els ensenyaments de Jesús.

## Premis
- Premi Harvey (2000) al millor nou talent per Good-bye, Chunky Rice[2][24]
- Premi Eisner (2004) al millor àlbum gràfic per Blankets[25]
- Premi Eisner (2004) al millor artista per Blankets[25]
- Premi Harvey (2004) al millor artista per Blankets[8]
- Premi Harvey (2004) al millor dibuixant per Blankets[8]
- Premi Harvey (2004) al millor àlbum gràfic d'obra original per Blankets[8]
- Premi Ignatz (2004) a l'artista més excepcional per Blankets[26]
- Premi Ignatz (2004) a la novel·la gràfica o col·lecció més excepcional per Blankets[26]
- Premi de la crítica (2005) a l'edició francesa de Blankets[27]
- Premi Eisner (2012) al millor artista per Habibi[28]

### Nominacions
- Premi Harvey (1999) al millor nou talent de Top Shelf, Doot Doot Garden, et al.[29]
- Premi Ignatz (2000) a l'artista excepcional per Good-bye, Chunky Rice[2][30]
- Premi Ignatz (2000) a l'artista excepcional per Carnet de Voyage[31]
- Premi Ignatz (2000) a la novel·la gràfica excepcional per Carnet de Voyage[31]
- Premi Grammy (2007) al millor conjunt enregistrat per Friend and Foe[10]

### Novel·les gràfiques
- Good-bye, Chunky Rice (1999)
- Blankets (2003)
- Carnet de Voyage (2004)
- Habibi (2011)
- Space Dumplins (2015)
- Ginseng Roots (2025)

### Mini-Còmics
- Bíblia Doodles (2000)
- Doot Doot Jardí (2001)